# Oud Avereest
Oud Avereest est un village situé dans la commune néerlandaise d'Hardenberg, en province d'Overijssel.
Le village est situé sur le Reest, dont il tire son nom.